# Yesterdays Universe
| Críticas profissionais | Críticas profissionais |
| Avaliações da crítica  | Avaliações da crítica  |
| Fonte                  | Avaliação              |
| ---------------------- | ---------------------- |
| allmusic               | [ 1 ]                  |

Yesterdays Universe é o quinto álbum de estúdio do grupo Yesterdays New Quintet.

## Faixas
| N.º            | Título                                   | Música                                                     | Duração |  |
| 1.             | "Bitches Brew (Miles Davis)"             | Otis Jackson Jr. Trio                                      | 4:38    |  |
| 2.             | "Umoja (Unity)"                          | The Jahari Massamba Unit featuring Karriem Riggins Trio    | 5:40    |  |
| 3.             | "Slave Riot"                             | Young Jazz Rebels                                          | 2:13    |  |
| 4.             | "One for the Monica Lingas Band"         | The Last Electro-Acoustic Space Jazz & Percussion Ensemble | 5:36    |  |
| 5.             | "Street Talkin'"                         | Kamala Walker and The Soul Tribe                           | 3:28    |  |
| 6.             | "Marcus, Martin & Malcolm"               | The Jazzistics                                             | 3:25    |  |
| 7.             | "Two for Strata East"                    | Suntouch                                                   | 0:42    |  |
| 8.             | "She's gonna stay"                       | Sound Directions                                           | 2:50    |  |
| 9.             | "Cold night and rainy days"              | The Last Electro-Acoustic Space Jazz & Percussion Ensemble | 6:19    |  |
| 10.            | "Free Son"                               | Otis Jackson Jr. Trio                                      | 4:46    |  |
| 11.            | "Barumba"                                | Jackson Conti                                              | 3:48    |  |
| 12.            | "Sunny C (California)"                   | Ahmad Miller                                               | 3:15    |  |
| 13.            | "Mtume's song"                           | Eddie Prince Fusion Band                                   | 4:30    |  |
| 14.            | "Vibes from the tribes suite (for Phil)" | Yesterday's Universe All Stars                             | 11:54   |  |
| 15.            | "Upa neguinho"                           | Jackson Conti                                              | 3:39    |  |
| Duração total: | Duração total:                           | Duração total:                                             | 66:43   |  |

## Desempenho nas paradas musicais
| Parada musical (2007)              | Posição |
| ---------------------------------- | ------- |
| Estados Unidos - Contemporary Jazz | 9       |